# Microcosmos - Il popolo dell'erba
Microcosmos - Il popolo dell'erba (Microcosmos) è un documentario del 1996 scritto e diretto da Claude Nuridsany e Marie Pérennou. Ha come protagonisti gli animali che popolano i prati, in particolare gli insetti e altri invertebrati come ragni e chiocciole.
Presentato fuori concorso al 49º Festival di Cannes, è stato premiato con il Grand Prix tecnico.

## Descrizione
Attraverso brevi spezzoni, con l'introduzione della voce di Jacques Perrin, e con commenti di musica classica e moderna, sono presentate scene di vita degli insetti. Tra le varie sequenze documentate, celebri sono:
- L'accoppiamento di coccinelle
- Lo scarabeo stercorario e la palla di letame
- I grilli prigionieri della tela del ragno
- Accoppiamento di due lumache
- Il ragno d'acqua che crea la sua tana subacquea
- Scena notturna con bruchi
- Scena di pioggia con fuga di insetti
- Nascita della zanzara.

## Riconoscimenti
- 1996 - Festival di Cannes
  - Grand Prix tecnico a Claude Nuridsany e Marie Pérennou
- 1997 - Premio César
  - Miglior produttore a Jacques Perrin
  - Migliore fotografia a Thierry Machado, Hugues Ryffel, Claude Nuridsany e Marie Pérennou
  - Miglior montaggio a Florence Ricard e Marie-Josèphe Yoyotte
  - Miglior sonoro a Philippe Barbeau e Bernard Leroux
  - Miglior colonna sonora a Bruno Coulais
  - Nomination Miglior film a Claude Nuridsany e Marie Pérennou
  - Nomination Miglior opera prima a Claude Nuridsany e Marie Pérennou